# آلکساندر تامامشف
آلکساندر زاکاری تامامشف (آلکساندر تامامشیان) (ارمنی: Ալեքսանդր Զաքարի Թամամշև (Ալեքսանդր Թամամշյան؛ زادهٔ آوریل ۱۸۷۷ - درگذشته ۱۹ فوریهٔ ۱۹۶۷) یک استاد دانشگاه و آکادمیسین اهل ارمنستان بود.

## زندگی‌نامه
در ۱۵ آوریل [سبک قدیمی: ۳ آوریل] ۱۸۷۷ در تفلیس به دنیا آمد و از دانشگاه فنی ریگا (۱۹۰۳) فارغ‌التحصیل شد. وی عضو فرهنگستان ملی علوم ارمنستان و en:VASKhNIL بود. وی همچنین برنده دانشمند شایسته ارمنستان شوروی ()، نشان لنین و نشان پرچم سرخ کار شده است. وی در ۱۹ فوریهٔ ۱۹۶۷ در سن ۸۹ سالگی در ایروان درگذشت.

## نگارخانه

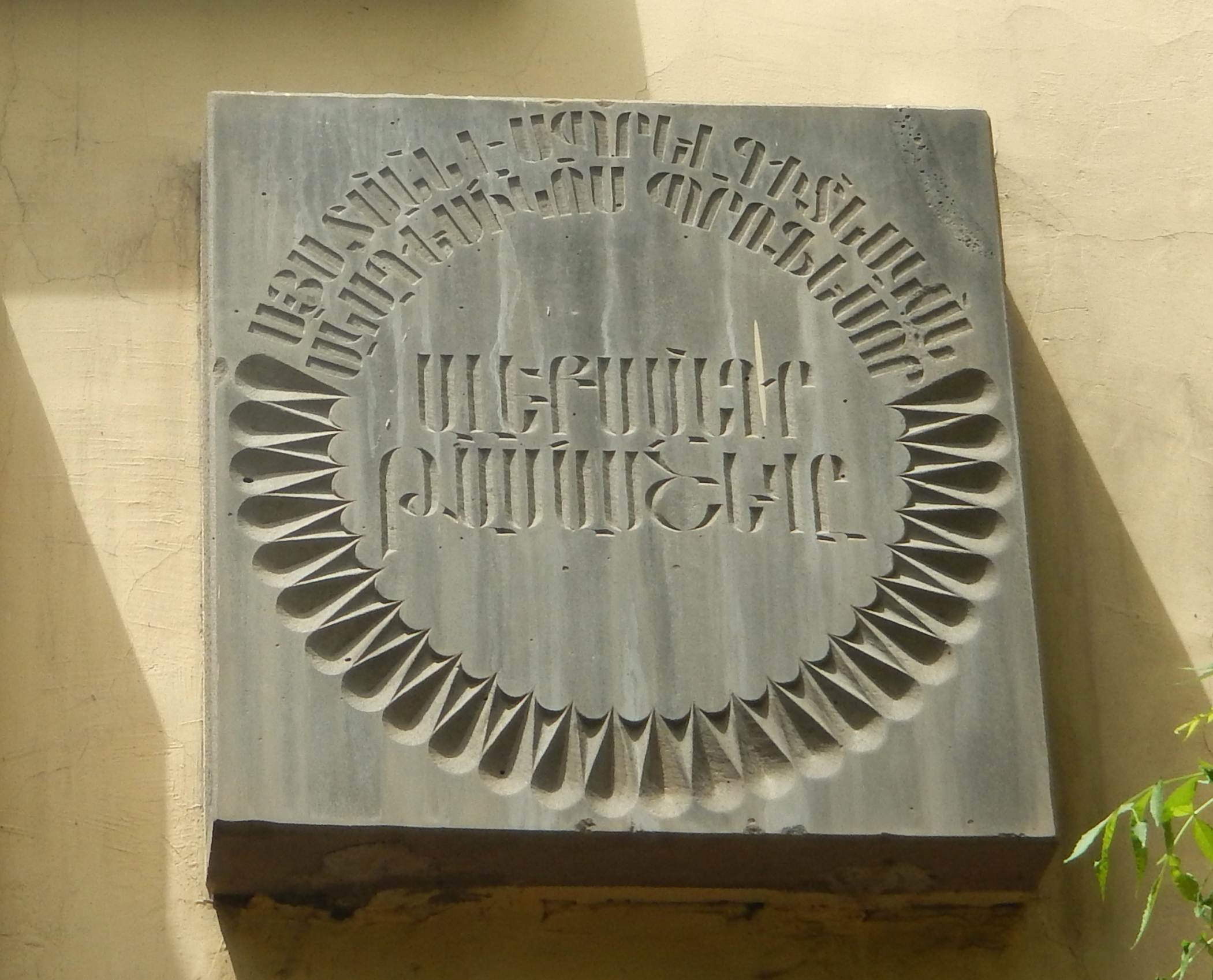

## یادداشت
1. ↑  գյուղատնտեսական գիտությունների դոկտոր
2. ↑  Լենինի անվան ՀամԳԳԱ